# Diocèse de Yanzhou

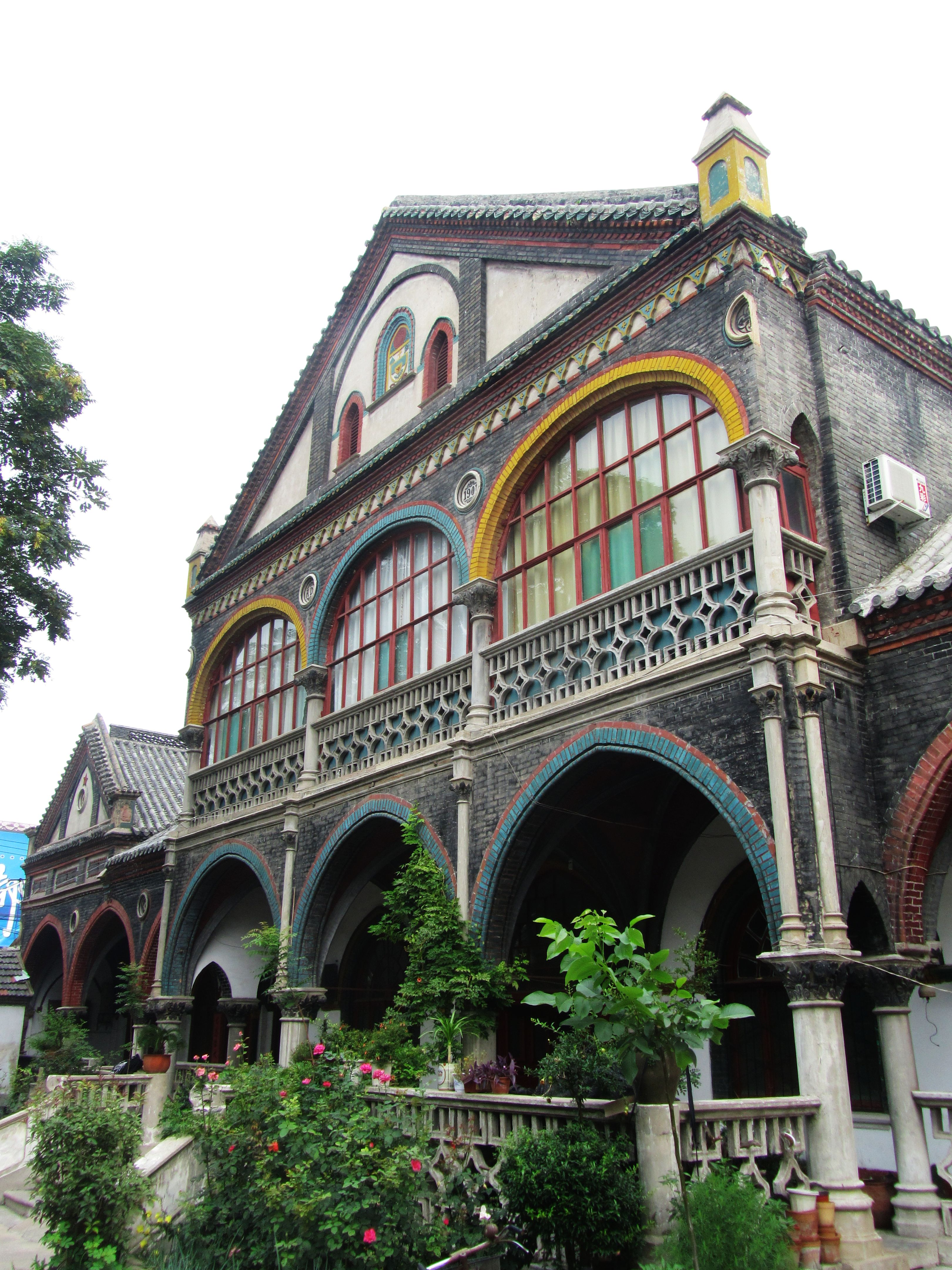
Façade de la cathédrale du Saint-Esprit

Le diocèse de Yanzhou ou Yenchow (autrefois Yangtchéou), en latin Diocoesis Ienceuvensis, est un diocèse de l'Église catholique romaine de Chine suffragant de l'archidiocèse de Jinan (Tsinan). Il se trouve dans le Shandong (autrefois Chantoung). Son siège est dans la ville de Yanzhou à la cathédrale du Saint-Esprit qui est occupée aujourd'hui par l'organisation de l'Église patriotique chinoise, séparée de Rome.

## Historique
- 2 décembre 1885: fondation du vicariat apostolique du Chantoung méridional, détaché du vicariat apostolique du Chantoung.
- 3 décembre 1924: renommé vicariat apostolique du Yenchowfu
- 11 avril 1946: élevé au statut de diocèse par la bulle Quotidie Nos émise par Pie XII[1].

## Ordinaires
- Johann Baptist von Anzer, svd, 4 janvier 1886 - 24 novembre 1903
- Augustin Henninghaus, svd, 7 août 1904 - juin 1935
- Théodore Shou, svd, 19 novembre 1936 - 24 août 1965

## Cathédrale
Le siège du diocèse se trouve à la cathédrale du Saint-Esprit de Yanzhou.

## Statistiques
En 1950, le diocèse comptait soixante mille baptisés pour une population de quatre millions d'habitants, ainsi que neuf prêtres séculiers, trente prêtres réguliers, huit frères et vingt-quatre religieuses.

## Sources
- Annuaire pontifical, 1951